# Эванс, Элис
Э́лис Джейн Э́ванс (англ. Alice Jane Evans; 2 августа 1968, Саммит, Нью-Джерси, США) — американская актриса

.

## Биография
Элис Джейн Эванс родилась 2 августа 1968 года в Саммите, штат Нью-Джерси, в семье учителей, её дедушка был шахтёром. Вскоре после рождения Элис, её родители вместе с маленькой дочерью переехали Бристоль, Англия, из-за чего именно этот город часто ошибочно упоминается как место её рождения. Окончив школу, Элис поступила в Университетский колледж Лондона. Окончив колледж, она переехала в Париж.

## Карьера
После переезда в Париж, Элис получила работу на французском телевидении и снялась в итальянском сериале «Ступени к славе».
В 1997 году Элис исполнила роль бессмертной Киры в 5-й серии 6-го сезона популярного сериала «Горец» под названием «Пациент № 7». В это время она снималась и в других сериалах, таких как «Элиза топ-модель», «Незнакомцы», «Больничка», а также исполняла относительно небольшие роли в фильмах «Rewind» и «Monsieur Naphtali».
Одна из самых больших её ролей — фильм «102 далматинца», где она сыграла любительницу далматинцев Хло Саймон. Во время съёмок этого фильма она работала с такими актёрами как Гленн Клоуз и Жерар Депардьё. После выхода фильма, Элис ещё некоторое время продолжала жить в Европе, но в 2003 году окончательно переехала в Лос-Анджелес, где живёт и по сей день.
Элис приняла участие в съёмках множества фильмов и сериалов, среди которых: «Эскорт» (1999), «C.S.I.: Майами (2003)», «Чёрный шар» (2003), «Очарование» (2004) и «Остаться в живых» (2009).
В 2012 году вышел фильм «Все люди лгут», где она сыграла персонажа по имени Сандра. Элис также очень часто становится героиней обсуждений в журналах, посвящённых моде, благодаря её оригинальному вкусу и собственному неповторимому стилю в одежде.
Она также играла в сериале «Дневники вампира».

## Личная жизнь
С 1993 по 2001 год Эванс состояла в отношениях с Оливье, правнуком известного художника, Пабло Пикассо.
С 2007 по 2023 год Эванс была замужем за актёром Йоаном Гриффитом. У бывших супругов есть две дочери: Элла Бетси Джанет Эванс Гриффит (род. 6 сентября 2009) и Элси Мариголд Эванс Гриффит (род. 13 сентября 2013).

## Избранная фильмография
| Год       |    | Русское название                  | Оригинальное название          | Роль                         |
| --------- | -- | --------------------------------- | ------------------------------ | ---------------------------- |
| 1996—1999 | с  | Элиза топ-модель                  | Elisa, Top Model               | Элиза (22 серии)             |
| 1997      | с  | Горец                             | Highlander                     | Кира (1 серия)               |
| 1998      | с  | Ступени к славе                   | Le ragazze di Piazza di Spagna | Натали                       |
| 1999      | ф  | Эскорт                            | Mauvaise passe                 | Сью                          |
| 1999      | ф  | Одна за всех                      | Une pour toutes                | Маша                         |
| 2000      | ф  | 102 далматинца                    | 102 Dalmatians                 | Хлоя Саймон                  |
| 2002      | ф  | Мою жену зовут Морис              | Ma femme... s'appelle Maurice  | Эмманюэль                    |
| 2002      | ф  | Клуб похитителей                  | The Abduction Club             | Катерина Кеннеди             |
| 2003      | ф  | Чёрный шар                        | Blackball                      | Керри                        |
| 2003      | с  | C.S.I.: Место преступления Майами | CSI: Miami                     | Лесли Уорнер (1 серия)       |
| 2004      | ф  | Очарование                        | Fascination                    | Келли Вэнс                   |
| 2006      | ф  | Голливудские мечты                | Hollywood Dreams               | актриса Вида                 |
| 2006      | тф | Рождественская открытка           | Christmas Card                 | Фэйт Спелман                 |
| 2007      | ф  | Короли аферы                      | Save Angel Hope                | Соня Зеллер                  |
| 2007      | с  | Умерь свой энтузиазм              | Curb Your Enthusiasm           | Хизер (1 серия, озвучивание) |
| 2008      | мф | Агент Краш                        | Agent Crush                    | Алекс (озвучивание)          |
| 2009      | с  | Остаться в живых                  | Lost                           | Элоиза Хоукинг в 40 лет      |
| 2011—2012 | с  | Дневники вампира                  | The Vampire Diaries            | Эстер Майклсон               |
| 2012      | с  | Гримм                             | Grimm                          | Миа (1 серия)                |
| 2013      | ф  | Все люди лгут                     | Liars All                      | Сандра                       |
| 2014—2015 | с  | Древние                           | The Originals                  | Эстер Майклсон               |